# Kåbdajaure
Kåbdajaure är en sjö i Jokkmokks kommun i Lappland och ingår i Luleälvens huvudavrinningsområde. Sjön har en area på 0,17 kvadratkilometer och ligger 339,2 meter över havet.

## Delavrinningsområde
Kåbdajaure ingår i det delavrinningsområde (739326-171264) som SMHI kallar för Mynnar i Kistabäcken. Medelhöjden är 305 meter över havet och ytan är 9,28 kvadratkilometer. Det finns inga avrinningsområden uppströms utan avrinningsområdet är högsta punkten. Kistabäcken som avvattnar avrinningsområdet har biflödesordning 3, vilket innebär att vattnet flödar genom totalt 3 vattendrag innan det når havet efter 149 kilometer. Avrinningsområdet består mestadels av skog (91 procent). Avrinningsområdet har 0,34 kvadratkilometer vattenytor vilket ger det en sjöprocent på 3,6 procent.